# Agnat
Agnat é uma comuna francesa na região administrativa de Auvérnia-Ródano-Alpes, no departamento de Alto Loire. Estende-se por uma área de 20,18 km². Em 2010 a comuna tinha 187 habitantes (densidade: 9,3 hab./km²).